# Sợ

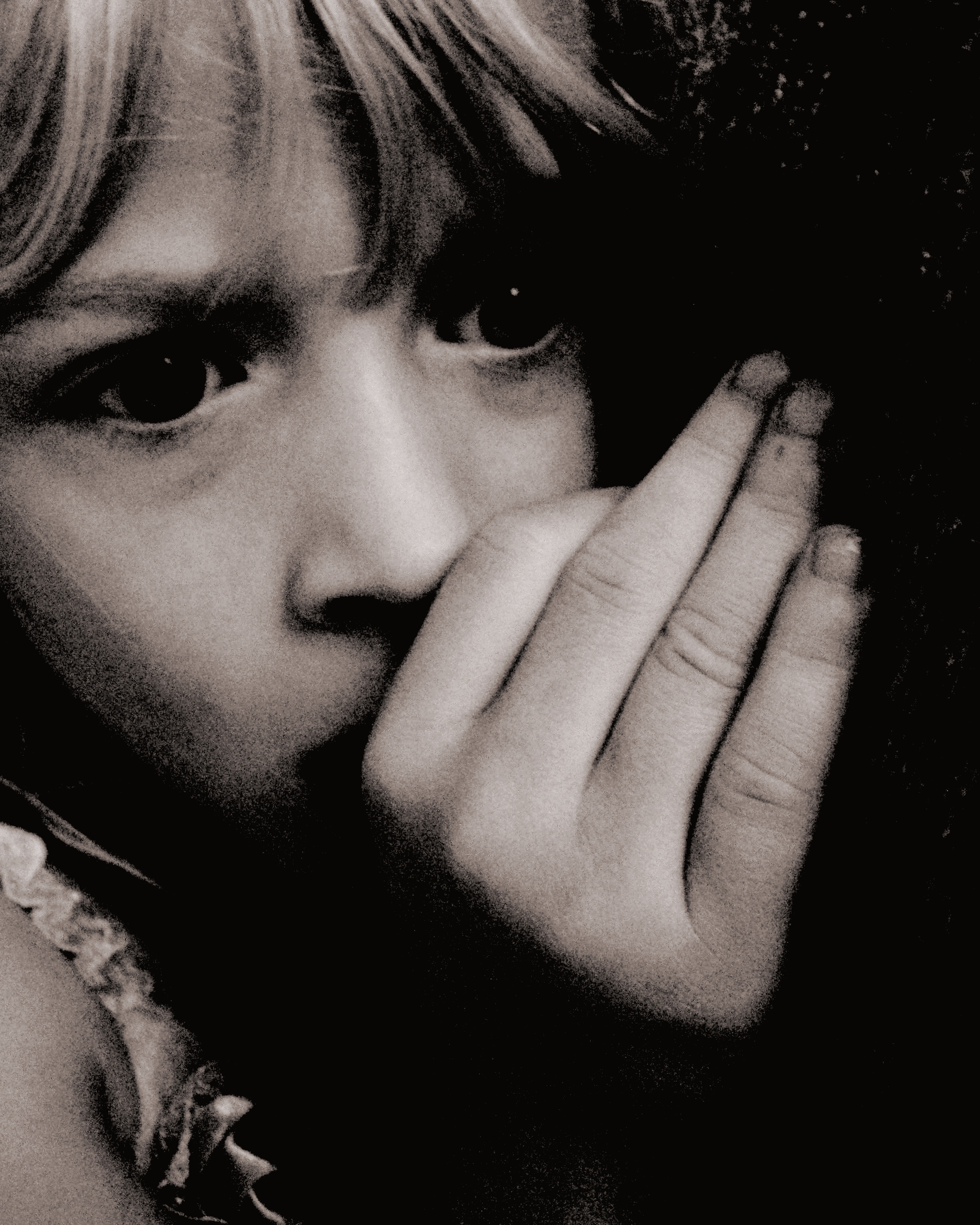
Một đứa bé cho thấy những dấu hiệu của sự sợ hãi

Sợ hay sợ hãi là cảm xúc tiêu cực xuất hiện từ việc nhận thức các mối đe dọa. Đây là một cơ chế tồn tại cơ bản xảy ra trong phản ứng với một kích thích cụ thể, chẳng hạn như đau hoặc nguy hiểm đe dọa. Nói ngắn gọn, sợ là khả năng nhận ra nguy hiểm và chạy trốn khỏi nó hoặc chiến đấu chống lại. 
Sợ hãi nên được phân biệt với các trạng thái cảm xúc liên quan của sự lo âu, thường xảy ra mà không có bất kỳ mối đe dọa từ bên ngoài. Ngoài ra, sợ có liên quan đến hành vi cụ thể để thoát ra hay lảng tránh, trong khi lo âu là kết quả của các mối đe dọa được cho là có thể không kiểm soát hoặc không thể tránh khỏi. Đáng chú ý là lo sợ hầu như luôn luôn liên quan đến các sự kiện trong tương lai, chẳng hạn như làm xấu đi tình hình, hoặc tiếp tục tình huống đó mà không thể chấp nhận. Sợ hãi cũng có thể là một phản ứng tức thì với một cái gì đó hiện tại đang xảy ra. Những người được coi là "thiếu văn minh" lại ít sợ chết hơn so với những người được xem là "văn minh".
Một số nhà tâm lý học như John B. Watson, Robert Plutchik, và Paul Ekman cho rằng nỗi sợ hãi thuộc về một nhóm nhỏ các cảm xúc cơ bản hoặc bẩm sinh. Tập hợp này cũng bao gồm các cảm xúc như vui, buồn, và tức giận.